# Galeus springeri
Galeus springeri är en hajart som beskrevs av Konstantinou och Cozzi 1998. Galeus springeri ingår i släktet Galeus och familjen rödhajar. IUCN kategoriserar arten globalt som otillräckligt studerad. Inga underarter finns listade i Catalogue of Life.